# Soransk Samfund
Soransk Samfund er en forening af tidligere elever (Gammelsoranere) fra Sorø Akademi Skole. Soransk Samfund (Samfundet) blev stiftet i 1862, og dets formål har lige siden været at bevare og udvikle sammenholdet mellem gammelsoranere, og at skabe interesse for skolen og Stiftelsen Sorø Akademi.
Soransk Samfund udgiver Soranerbladet som udkom første gang i 1916. 
Hvert år uddeler Samfundet en rækker legater til støtte for gammelsoranere.
I 2000 opførte Soransk Samfund Soranernes Hus, et kollegium med 39 boliger, på Frederiksberg.
Soransk Samfund er en levende forening med arrangementer året rundt. I tillæg til årsfesten og de månedlige frokoster, markeres også Ludvig Holbergs fødselsdag hvert år.
Enhver, der har gået på Sorø Akademis Skole, eller som har været ansat ved skolen eller stiftelsen, kan blive medlem af Soransk Samfund. Soransk Samfunds højeste myndighed er den årlige generalforsamling. Til daglig ledes Samfundet af en bestyrelse på op til 13 medlemmer.
Soransk Samfund har ca 1500 medlemmer (2018).[kilde mangler]